# جاك شميت
جاك شميت هو لاعب هوكي الجليد كندي، ولد في 11 نوفمبر 1924 في Odessa, Saskatchewan ‏ في كندا، وتوفي في 15 نوفمبر 2004.

## وصلات خارجية
- جاك شميت على موقع دوري الهوكي الوطني (الإنجليزية)
- جاك شميت على موقع EliteProspects.com (الإنجليزية)
- جاك شميت على موقع HockeyDB.com (الإنجليزية)
- جاك شميت على موقع Hockey-Reference.com (الإنجليزية)